# Асмолов Олексій Микитович
Асмолов Олексій Микитович (*17 (30) березня 1906 — †3 вересня 1981) — один з організаторів партизанського руху в роки Другої світової війни, генерал-майор (1945).

## Життєпис
Народився в селі Олексашкіно. Від 1928 у Червоній армії. В 1939 закінчив Військову академію ім. Фрунзе. Від початку війни до 1943 виконував завдання щодо організації партизанських формувань й керівництва їхньою діяльністю в Ленінградській області. Був членом військових рад і представником Центрального штабу партизанського руху на Північно-Західному, Південно-Західному та Третьому Українському фронтах.
Від листопада 1944 до травня 1945 — учасник партизанської боротьби в Словаччині. Рішенням ЦК Комуністичної партії Чехословаччини був затверджений командиром партизанського руху Словаччини. 1952 закінчив Вищі академічні курси Військової академії Генштабу. Від 1956 — у запасі.
Нагороджений орденом Леніна, 4-ма орденами Червоного Прапора, орденами Богдана Хмельницького першого ступеня, Червоної Зірки, Словацького національного повстання першого ступеня, Чехословацьким військовим хрестом. Почесний громадянин словацьких міст Мартін, Зволен, Сляч.